# ویدوج
ویدوج روستایی در دهستان گلاب از توابع بخش برزک شهرستان کاشان در استان اصفهان است. این روستا در ۵۱ کیلومتری غرب شهرستان کاشان در دشت سه‌ده (سده) و در دامنه‌های شمالی رشته کوه کرکس و جنوب کوهای اردهال قرار دارد. دو روستای ویدوجا (ویدجا) و ازوار از روستاهای مجاور ویدوج محسوب می‌شوند.

## وجه تسمیه
از وجه تسمیه روستا اطلاعات متقن و مستندی در دست نیست اما با توجه به گفته‌های سینه به سینه اهالی روستا، می‌توان چنینی استنباط نمود:
به دلیل این که شغل اکثریت اهالی در گذشته کشاورزی بوده است، آن‌ها را «بیل به دوش» نامیده‌اند که به مرور زمان به بیلدوش، بیلدوج، بیدوج و در نهایت «ویدوج» تغییر یافته است.
البته حکایتی غریب در بین قدیمی‌های روستا دربارهٔ عزیمت «اهالی بیل به دوش روستا» جهت یاری سلطانعلی ابن امام محمد باقر (که به عنوان نماینده امام باقر جهت تبلیغ به منطقه کاشان اعزام شده بودند و توسط حاکم وقت آن منطقه مظلومانه در منطقه اردهال به شهادت رسیدند) به منطقه اردهال نیز وجود دارد که در هیچ‌یک از اسناد تاریخی اشاره ای به این موضوع نشده و درستی آن مورد تردید می‌باشد.

## جمعیت
براساس سرشماری مرکز آمار ایران در سال ۱۳۸۵، جمعیت آن ۱٬۶۳۸ نفر (۵۴۶ خانوار) بوده است. فعالیت عمده مردم این روستا، کشت و برداشت گل محمدی، گلاب‌گیری، کشاورزی، دام‌داری و قالی‌بافی است. این روستا یکی از پرجمعیت‌ترین روستاهای استان اصفهان محسوب می‌شود اما به علل مختلف، فاقد بسیاری از امکانات لازم بوده که مرتفع شدن این مشکل، همت جمعی مسئولین روستا و شهرستان را می‌طلبد.
اکثر جوانان این روستا به دلیل مشکل اشتغال به شهرستان کاشان مهاجرت می‌نمایند که این خود باعث موجی از مهاجرت بی‌رویه و عدم وجود نیروی جوان و با انگیزه جهت سازندگی در روستا می‌گردد.

## محصولات کشاورزی
این روستا یکی از قطب‌های تولید گل محمدی در کشور بوده که به دلیل عدم وجود زیرساخت‌های لازم و سرمایه‌گذاری کافی جهت فرآوری و تولید فرآورده‌های گل محمدی در داخل روستا، و فروش گل محمدی خام به دیگر مناطق شهرستان از جمله قمصر و نیاسر، هیچ‌گاه آن گونه که باید و شاید شناخته نشده و پتانسیل بالای آن در اشتغال زایی و جذب گردشگر همواره مغفول مانده است.
اگرچه در جای جای این روستا کارگاه‌های سنتی گلاب‌گیری اهالی به چشم می‌خورد اما مقدار تولید گل محمدی در روستا بسیار بیشتر از ظرفیت این کارگاه‌های سنتی بوده و بالاجبار به مناطق و کارخانه‌های صنعتی اطراف، با قیمتی بسیار پایین خام فروشی می‌گردد.
از دیگر محصولات شاخص این روستا می‌توان به، بیدمشک، شاتوت و … را نام برد.
متأسفانه غول خشکسالی در چند سال اخیر گریبان گیر این روستا نیز شده و تأثیر منفی زیادی بر کشاورزی آن داشته است.

## زبان
مردم این روستا و دو روستای مجاور (ویدوجا و ازوار) به زبان راجی که زبان محلی و ناشناخته بسیاری از روستاهای مناطق مرکزی کشورمان است و متأسفانه در سراشیبی انقراض نیز قرار دارد- سخن می‌گویند. البته در سال‌های اخیر به دلیل موج مهاجرت و شهرنشینی گسترده و تأثیرات رسانه‌های جمعی، استفاده از این زبان در بین اهالی به ویژه نسل جوان بسیار کمرنگ شده و بسیاری از واژه‌های اصیل و کهن آن جای خود را به معادل فارسی خود داده‌اند.